# 沃尔克·布鲁赫
沃尔克·布鲁赫（德語：Volker Bruch；1980年3月9日—），是一名德国电视和电影演员。他因在电视剧《我们的父辈》中扮演威廉·温特（Wilhelm Winter）以及在电视剧《巴比伦柏林》中扮演饰演男主角，一名在道德信仰跟个人感情之间挣扎的魏玛共和国警探杰里恩·拉斯（Gereon Rath）而大放异彩。
2022年出演導演托比亞斯·維曼所執導的劇情片《五月的35日》，內容講述二戰時期一對被納粹通緝的父子，計畫離開歐洲前往美國的逃亡旅程，沃爾克·布魯赫在片中飾演主角小男孩的父親路德維希。本片於2022年2月17日在德國當地上映，台灣預計在2023年12月1日上映。